# Dirt Jump

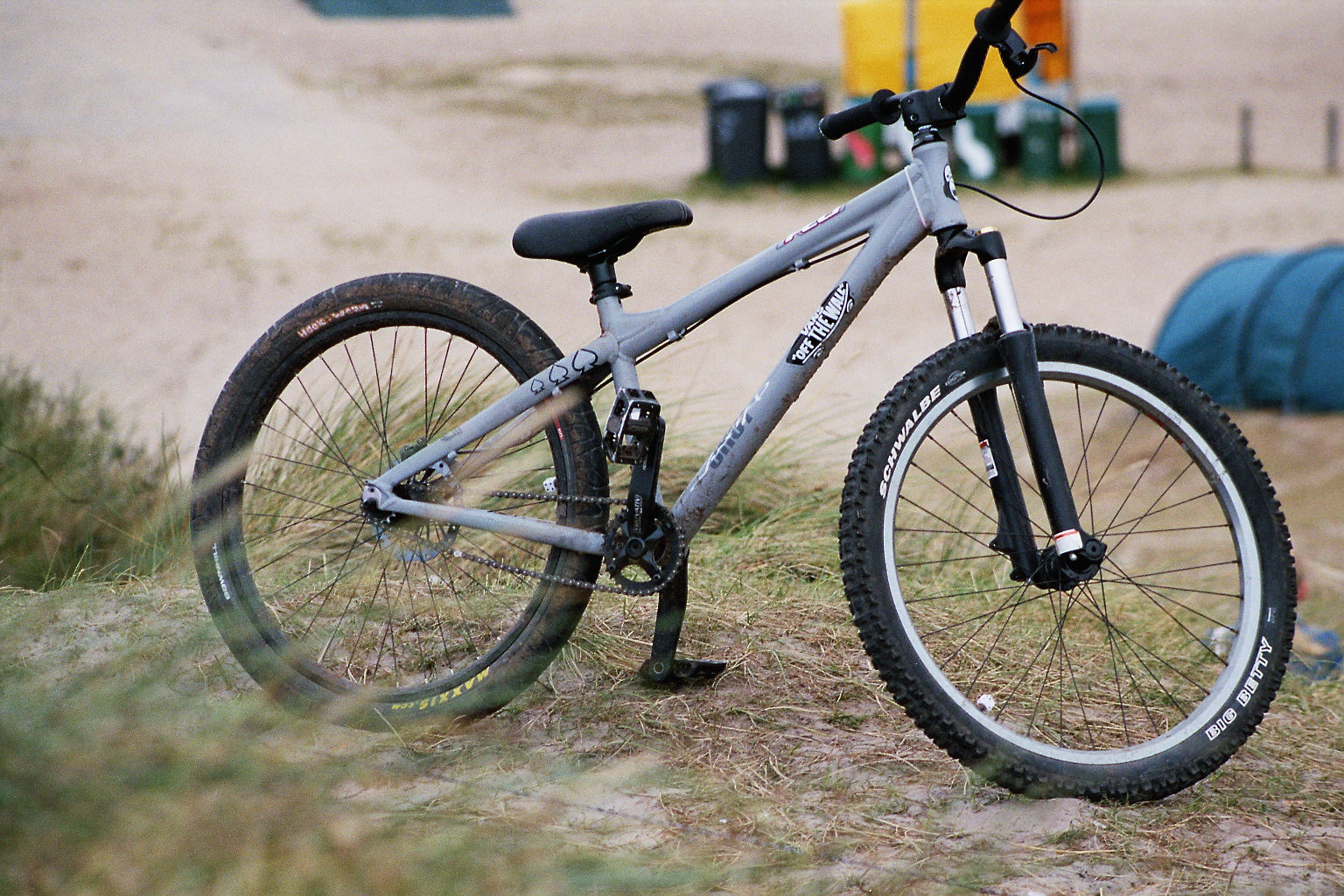
Dirt Bike

Die Funsportart Dirt Jump (deutsch etwa: „Sprung über einen Erdhügel“) ist eine Variante des Radsports. Es bezeichnet das Springen über Erdhügel mit einem BMX, einem Dirt Bike oder einem Mountainbike. Ziel eines Sprungs ist es, in der Luft einen Trick auszuführen. Bestes Baumaterial für künstliche Hügel ist Lehm, da er fest und beständig ist und sich bestens formen lässt.

## Geschichte

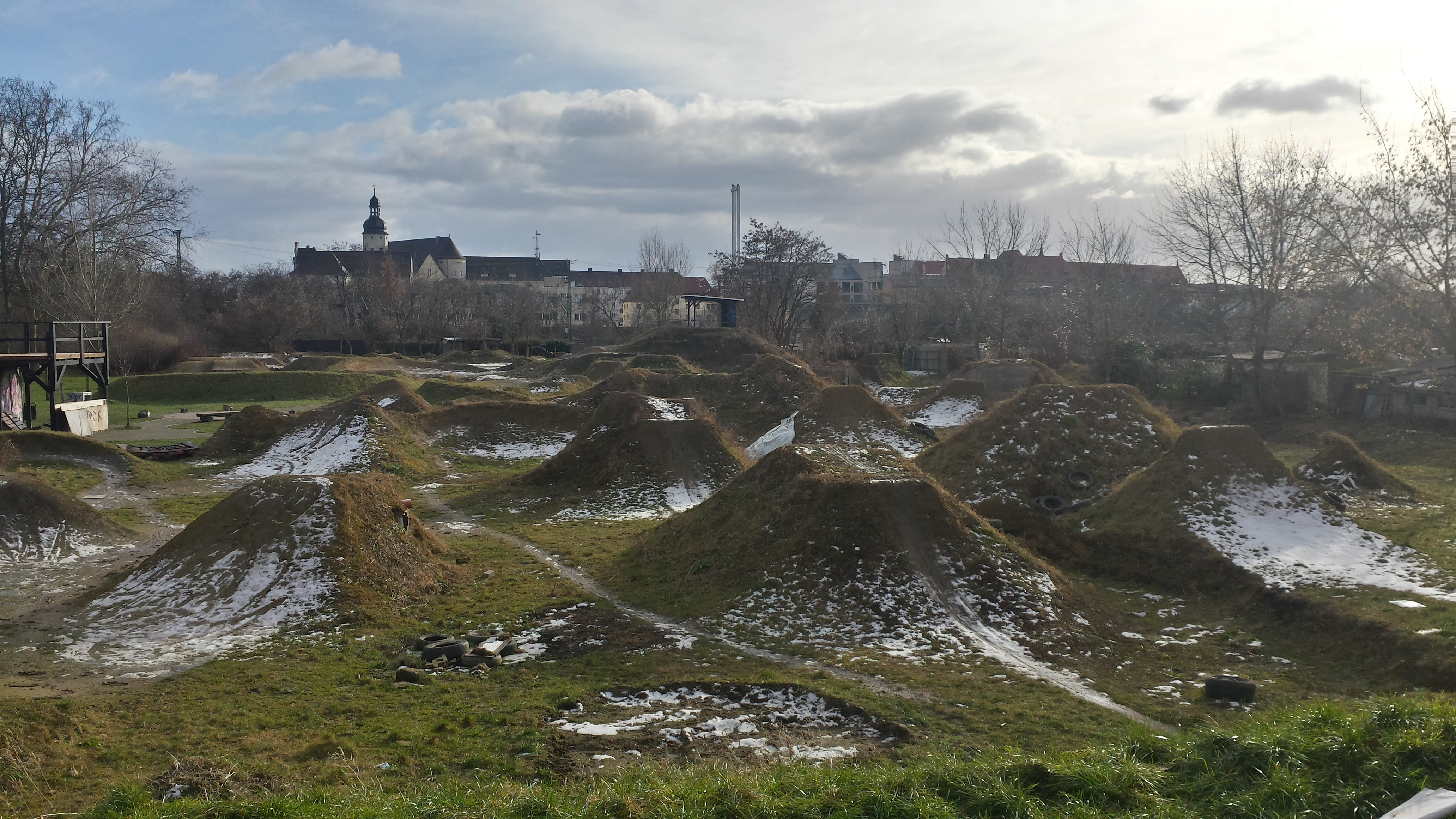
Dirtpark M-Trails in Magdeburg

Trails, was der eigentlichen Beschreibung von Dirt Jumps näher kommt, gibt es schon seit den Anfängen des BMX. Einer der ältesten Trails in Deutschland ist bzw. war in Gravenbruch nahe Frankfurt am Main zu finden. Diese Trails waren jedoch noch mehr einer BMX-Strecke nachempfunden. Die ersten richtigen Trails waren wahrscheinlich die K-Town Trails in Kornwestheim, die 1994 erbaut wurden. Durch den Bau der K-Town Trails wurden wilde BMX-Bahnen wie Gravenbruch schnell zu „ordentlichen“ Trails ausgebaut. Die heutigen ERA Trails, die bis zum 30. Oktober 2006 noch befahren werden konnten, standen immer vor der Gefahr, einer Lagerhalle zu weichen. Dieses Bauvorhaben wurde auf dem Gelände mittlerweile aufgenommen.
Die bekanntesten Trails überhaupt dürften während der 1990er die Sheep Hills in Huntington Beach gewesen sein. Huntington Beach im Orange County galt lange als Mekka der Dirtszene. An der Ostküste hingegen, entwickelte sich die Trailsszene im Staat Pennsylvania um die Stadt Bethlehem herum. Prominente Lokalfahrer in den Sheep Hills waren oder sind Barspinner Ryan, Josh Stricker, Foster Bros und Shawn Buttler. Im Posh von Bethlehem war der bekannteste Fahrer Kris Bennett.
Trailsfahren wurde von Fahrern wie Shawn Butler und Kris Bennett geprägt. Während der 1990er waren auch viele BMX-Racer noch bei Dirt-Jump-Wettbewerben mit dabei, da ihnen das Springen von großen Erdhügeln vertraut war, allen voran Brian Foster hat sich einen Namen gemacht, der auch bald das „Lager“ gewechselt hat.
Maßgebend in Deutschland war dann die „zweite Generation“ von Trails, die ab Mitte der 1990er von Markus Hampl in Diedorf und Augsburg erbaut wurden. Eine große Rolle haben auch Trails gegen Ende der 1990er in Bochum (Mike Emde, Stefan Kudella, Jochen Forstmann) und Solingen (Dirk Becker) gespielt.
Das erste Dokument deutscher Trailsleidenschaft ist das BMX-Video FAHRVERGNÜGEN von twentyinchsoul (Flo de Neufville und Evert Greis), in dem ein Roadtrip von 1999 dokumentiert wird. Unter anderen sind Fahrer wie Sören Jakobs, Timo Pritzel, Markus Hampl, Sascha Meyenborg, Oli Aschenbrenner und Mike Emde zu sehen.
Heute finden sich eine Reihe von Trails in ganz Deutschland und sie sind nicht mehr BMX-spezifisch. Mehr und mehr Trails werden auch von MTBlern gebaut.
Mittlerweile hat sich der Style vom MTB-Sport auch dem des BMX angenähert, so dass das gleiche Set and Trails von beiden Gruppen befahren werden kann, ein gutes Beispiel hierfür sind die Trails in Fürth. Zu den bekanntesten deutschen MTB-Dirt-Bikern, die den Sport populär gemacht haben, gehört Niels-Peter Jensen. Martin Söderström, Sam Pilgrim, Brandon Semenuk, Andreu Lacondeguy, Brett Rheeder, Sam Reynolds, Thomas Genon und Yannik Granieri belegen regelmäßig vordere Plätze bei den sehr beliebten Slopestyle-Wettbewerben u. a. in Whistler und Winterberg. 
Durch den District Ride in Nürnberg bekannt geworden, ist der Bopparder Amir Kabbani, aktuell einer der besten deutschen Dirt-Bike-Fahrer. Er fährt als einziger Deutscher die komplette Qashqai-Urban-Challenge des Automobilherstellers Nissan mit und belegt vor dem letzten Tourstop in Paris mit 12 Punkten den 17. Platz (Stand: 8. Juni 2007). Diese Contests beinhalten neben Big Drops, Northshore- und Wallride-Elementen eben auch diverse Dirt Jumps und Streetstücke.

## Jumps

### Table

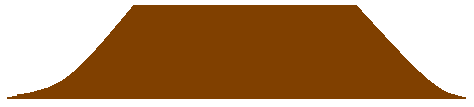
Table

Der Table (engl.: Tisch) setzt sich aus Sprungschanze, Mittelstück und Landehang zusammen. Sie sind meistens zwischen 1 m und 4 m hoch und bis zu ca. 8 m lang. Tables benötigen weit mehr Erdvolumen und sind deswegen weniger verbreitet als Doubles. Sie sind für Anfänger aber empfehlenswerter, da bei Tables die Folgen eines zu kurzen Sprunges nicht so dramatisch wie die bei einem Double sind.
"Slopestyle Sprung"
Besteht aus Kicker und Landung. 
Kicker kann in diesem Fall auch aus Holz sein. Sie sind der Inbegriff von slopestyle.

### Step-Up
Der Step-Up besteht aus einem Absprung (Kicker), und einer Landung, genau wie der Double, aber die Landung ist deutlich höher als der Absprung. Der Absprung ist meist steiler als bei den anderen Bauarten und deswegen wird der Step-Up als sogenannter Trickjump (Trick-Sprung) genutzt. Das Verletzungsrisiko ist durch das Mittelstück wie bei einem Table eher gering, da beim Sprung ein Sturz nur aus geringer Höhe vorkommen kann. Ein Step-up kann aber auch aus einem Absprung (Kicker) und einer erhöhten Landung ohne Mittelstück bestehen.

### Step-Down
Der Step-Down besteht aus einem Absprung-Kicker und einer Landung, die auf einem deutlich niedrigeren Niveau liegt als der Absprung. Der Absprung ist meist flacher als bei normalen Sprüngen, da man meistens zusätzlich noch in die Weite springt. Dieser Sprung ist oft gefährlicher als der Step-Up, da man durch den Höhenunterschied zusätzlich noch an Geschwindigkeit zunimmt.

### Tricks

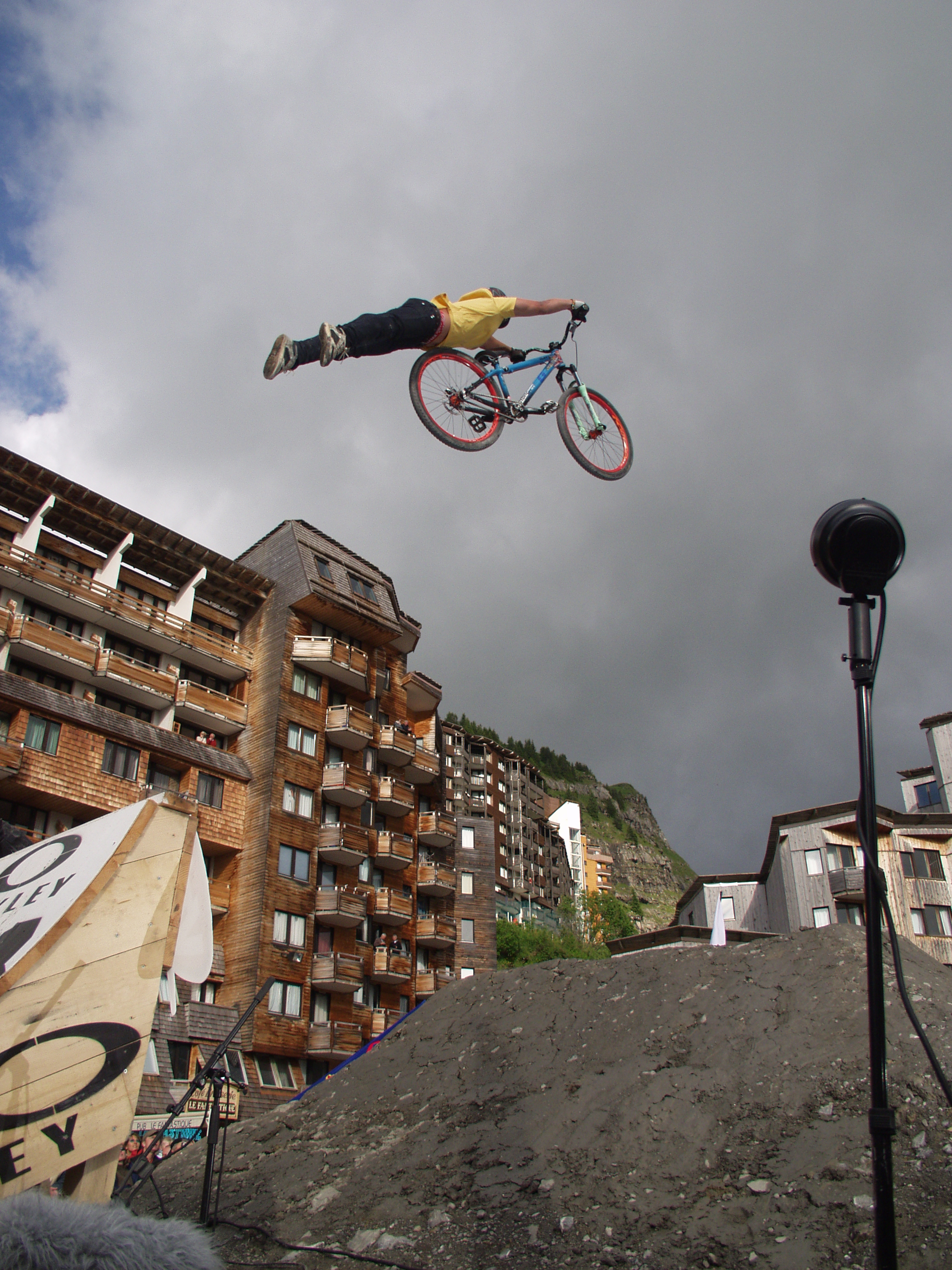
Ein Superman über einen Trick-Sprung

Bei allen diesen Sprüngen geht es darum Tricks auszuführen. Hier ist eine Liste vieler möglicher Tricks (alle werden in der Luft ausgeführt):
Motowhip = Das Fahrrad wird im Sprung quer zur Bewegungsrichtung gestellt.
Tabletop = Das Fahrrad wird in die Luft „gelegt“, sodass es sich in horizontaler Position befindet.
Onehander = Eine Hand wird vom Lenker genommen und so weit wie möglich nach oben oder zur Seite gestreckt.
Tuck Nohander = Die Hände werden vom Lenker genommen und der Lenker im Beckenbereich abgestützt. Die Arme werden möglichst weit nach hinten gestreckt.
Suicide Nohander = Die Hände werden ebenfalls vom Lenker genommen, die Arme werden ebenso möglichst weit nach hinten gestreckt und das Fahrrad mit den Knien am Sattel stabilisiert.
360 = Der Fahrer macht mit seinem Rad eine komplette 360-Grad Drehung um die eigene Achse. Es gibt auch 720s, bei denen eine weitere Schraube gedreht wird. Ein 1440 wurde auch schon gesprungen.
Backflip = Rückwärtssalto. Es gibt auch Doublebackflips, allerdings wurde bis jetzt nur ein Triplebackflip mit einem BMX-Rad gelandet.
Frontflip = Vorwärtssalto. Dieser Trick ist wesentlich schwerer als der Backflip, weil man sich beim Frontflip um 120° weiter drehen muss (da die Rampe das Fahrrad normalerweise nach hinten, also quasi in einen Backflip, „kickt“).
Tailwhip = Die Hände halten den Lenker und mit dem Fuß wird der Rahmen des Fahrrads einmal um den Lenker geschoben. Auch Double-,Triple- und Quad Tailwhips wurden bereits vollführt, sowie Kombinationen mit anderen Tricks.
Barspin = Lenkerdrehen. Man dreht den Lenker einmal um 360° und fängt diesen dann wieder. Optional kann man dabei den Sattel mit den Knien klemmen um ein Absinken des Fahrrads zu verhindern. Es gibt auch die Möglichkeit mehrere Barspins hintereinander oder auch in anderen Tricks (Backflip, Frontflip, 360) zu kombinieren.
No Foot Cancan = Beide Füße werden von den Pedalen genommen und anschließend auf eine Seite des Rahmens „geschwungen“.
One foot Can = Ein Fuß wird vom Pedal genommen und auf die andere Seite des Rahmens vor den auf dem Pedal gebliebenen Fuß gestreckt.
Nacnac = Ein Fuß wird auf die andere Seite des Rahmens hinter den auf dem Pedal gebliebenen Fuß gestreckt. Zusätzlich kann der Fahrer mit dem auf dem Pedal gebliebenen Fuß noch in die Knie gehen.
Superman = Beide Füße werden von den Pedalen genommen und nach hinten weggestreckt, während die Arme das Bike nach vorne wegstrecken.
X-Up = Lenker wird um 180° gedreht.
cross-up = Lenker wird um 90° gedreht.
Tobogan = Die eine Hand greift den Sattel während die andere den Lenker um 90° dreht.
Tiregrab = Eine Hand berührt das vordere Rad.

#### Abkürzungen für combos
- truck = truckdriver = 360 barspin
- 3 whip = 360 tailwhip
- Flipwhip = backflip tailwhip
- 3 tuck = 360 tucknohand
- Fliptuck = Backfliptucknohand
- Cork 7 = 720 Backflip
- Superflip = Backflip Superman

## Filme
Bekannte Filme des Sports sind:
- Kranked
- New World Disorder
- The Collective
- Follow Me
- Where The Trail Ends
- Life Cycles
- What`s Next?
- From The Inside Out
- Revel In The Chaos
- UnReal
- Strength in Numbers
- Not Bad
- Not (Two) Bad (Fortsetzung von Not Bad)

Zu den bekanntesten deutschen Filmen gehört „Action Heroes“, der von Lukas Tielke und Manuel Rueda, auch bekannt als peopleGrapher, gedreht wurde. Dieser wurde wie auch schon „What`s Next?“ kostenlos im Internet angeboten.

## Bikes
Die Räder, die man bei diesem Sport verwendet haben einen kleinen und stabilen Rahmen.
Außerdem sind diese fast immer mit nur einer Bremse ausgestattet. Diese minimalistische Ausstattung des Fahrrads ist bewusst so gewählt, um Gewicht zu sparen und dadurch leichter Tricks ausführen zu können, und das Fahrrad dadurch stabiler zu machen. Dirt Bikes sind Hardtails. Dirt Bikes mit einem Mitteldämpfer werden Slopestyle Bikes genannt.